# Distrito electoral federal 16 de Jalisco
El Distrito electoral federal 16 de Jalisco es uno de los 300 distritos electorales en los que se encuentra dividido el territorio de México para la elección de diputados federales y uno de los veinte en los que se divide el estado de Jalisco. Su cabecera es la localidad de Tlaquepaque.
Desde la distritación de 2017, se forma con el territorio del municipio de San Pedro Tlaquepaque.

## Diputados por el distrito
| Diputado                                                                         | Diputado                           | Grupo parlamentario | Legislatura                | Periodo     |
| -------------------------------------------------------------------------------- | ---------------------------------- | ------------------- | -------------------------- | ----------- |
|                                                                                  | Jose R. Alas                       |                     | IV                         | 1867 - 1868 |
| Vacante                                                                          | Vacante                            | Vacante             | V VI                       | 1869 - 1873 |
|                                                                                  | José María Fuentes                 |                     | VII                        | 1873 - 1875 |
|                                                                                  | Nicolás Curiel                     |                     | VIII                       | 1875 - 1878 |
|                                                                                  | Pablo Vásquez (Suplente)           |                     | IX                         | 1878 - 1880 |
|                                                                                  | Nicolás Tortolero                  |                     | X                          | 1880 - 1882 |
|                                                                                  | Antonio Z. Balandrano              |                     | XI                         | 1882 - 1884 |
|                                                                                  | Nicolás Tortolero                  |                     | XII                        | 1884 - 1886 |
|                                                                                  | Ireneo Paz                         |                     | XIII XIV XV XVI XVII XVIII | 1886 - 1898 |
|                                                                                  | Rafael de Zayas Enríquez           |                     | XIX XX XXI                 | 1898 - 1904 |
|                                                                                  | Julio Guerrero                     |                     | XXII                       | 1904 - 1906 |
| Vacante                                                                          | Vacante                            | Vacante             | XXIII                      | 1906 - 1908 |
|                                                                                  | Genaro Pérez                       |                     | XXIV XXV                   | 1908 - 1912 |
|                                                                                  | Ignacio Galván                     |                     | XXVI                       | 1912 - 1913 |
|                                                                                  | Joaquín Aguirre Berlanga           |                     | Constituyente XXVII XXVIII | 1916 - 1920 |
|                                                                                  | Ignacio Luquín                     |                     | XXIX                       | 1920 - 1922 |
|                                                                                  | Alberto Pérez Rojas                |                     | XXX                        | 1922 - 1924 |
|                                                                                  | Romualdo Parra                     |                     | XXXI                       | 1924 - 1926 |
|                                                                                  | Benigno Palencia                   |                     | XXXII                      | 1926 - 1928 |
|                                                                                  | Jesús Otero                        | PRJ                 | XXXIII                     | 1928 - 1930 |
| El distrito 16 es suprimido en 1930. Es restablecido en la distritación de 1978. |                                    |                     |                            |             |
|                                                                                  | Carlos Rivera Aceves               |                     | LI                         | 1979 - 1982 |
|                                                                                  | Héctor Alfredo Ixtláhuac Gaspar    |                     | LII                        | 1982 - 1985 |
|                                                                                  | Antonio Brambila Meda              |                     | LIII                       | 1985 - 1988 |
|                                                                                  | Jesús Óscar Navarro Gárate         |                     | LIV                        | 1988 - 1991 |
|                                                                                  | María Esther Scherman              |                     | LV                         | 1991 - 1994 |
|                                                                                  | José Iñiguez Cervantes             |                     | LVI                        | 1994 - 1997 |
|                                                                                  | José Antonio Álvarez Hernández     |                     | LVII                       | 1997 - 2000 |
|                                                                                  | José Bañales Castro                |                     | LVIII                      | 2000 - 2003 |
|                                                                                  | David Hernández Pérez              |                     | LIX                        | 2003 - 2006 |
|                                                                                  | Francisco Javier Plascencia Alonso |                     | LX                         | 2006 - 2009 |
|                                                                                  | David Hernández Pérez              |                     | LXI                        | 2009 - 2012 |
|                                                                                  | Luis Armando Córdova Díaz          |                     | LXII                       | 2012 - 2015 |
|                                                                                  | Germán Ernesto Ralis Cumplido      |                     | LXIII                      | 2015 - 2018 |
|                                                                                  | Laura Imelda Pérez Segura          |                     | LXIV                       | 2018 -      |
|                                                                                  | Laura Imelda Pérez Segura          | LXV                 |                            | 2018 -      |

## Resultados electorales

### 2021
|  | 29.15 % |

|  | 35.90 % |

|  | 25.00 % |

|  | 1.53 % |

|  | 1.90 % |

|  | 3.88 % |

|  | 0.30 % |

|  | 0.20 % |

|  | 0.15 % |

|  | 0.07 % |

|  | 2.54 % |

|  | 100.00 % |